# Бернардо О'Гіґґінс
 Бернардо О'Гіґґінс Рікельме  (ісп. Bernardo O'Higgins Riquelme; (ісп. вимова: [beɾˈnaɾðo oˈ(x)iɣins] ( прослухати); 20 серпня 1778, Чильян — 24 жовтня 1842, Ліма, Перу) — революціонер, національний герой Республіки Чилі, керівник боротьби за незалежність іспанських колоній у Південній Америці, Великий Маршал Перу (1828). З 29 листопада 1813 по 14 березня 1814 року входив до 5-ї Урядової Хунти Чилі, до 12 січня 1818 року виконувач обов'язків, а з 12 січня 1818 року — Верховний правитель Чилі до 28 січня 1823 року.

## Ранні роки
Народився 20 серпня 1778 року в місті Чильян в родині генерал-капітана Чилі та віцекороля Перу Амбросіо О'Гіґґінса, який за походженням був ірландцем. Його матір'ю була Марія Ізабель Рікельме, яка походила з багатої чильянської родини. Її прізвище Бернардо використовував до смерті батька, оскільки з ним він не мав прямого контакту.
У 1790 році у віці 12 років почав здобувати освіту в середній школі. У 1794 році був відправлений до Іспанії. Наступного року він продовжив здобуття освіти у Великій Британії. У Лондоні підтримував зв'язок із Франсіско де Мірандою, який вплинув на формування його політичних поглядів. 1798 року знову приїхав до Іспанії, де його позиція щодо суверенітету та незалежності колоній Іспанської Америки ще більше зміцніли. Крім того, в ці часи О'Гіґґінс став членом масонської ложі Лаутаро.

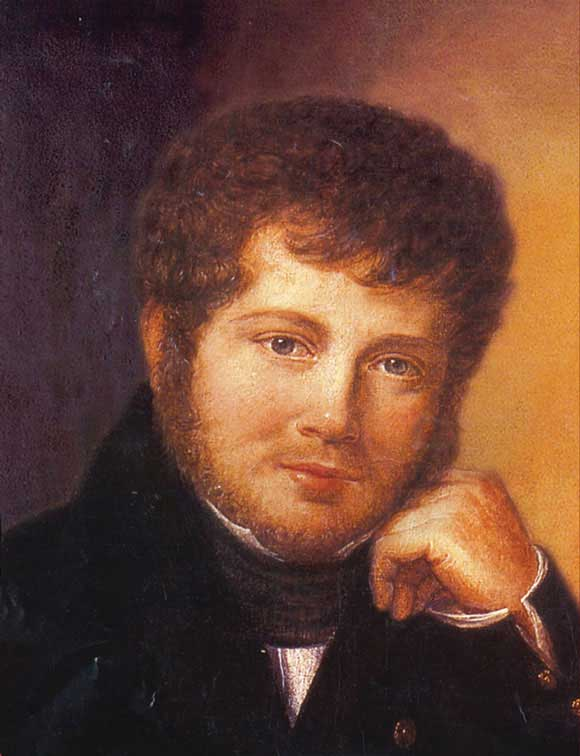
Бернардо О'Гіґґінс, 1798

1802 року Бернардо повернувся до Чилі, де за рік до того помер його батько. Від нього в спадщину отримав маєток та ферму в Чильяні. Бернардо зайнявся доглядом за фермою, яка за його часів перебувала в розквіті. 1806 року Бернардо став членом місцевого кабільдо.

## Період Старої Батьківщини

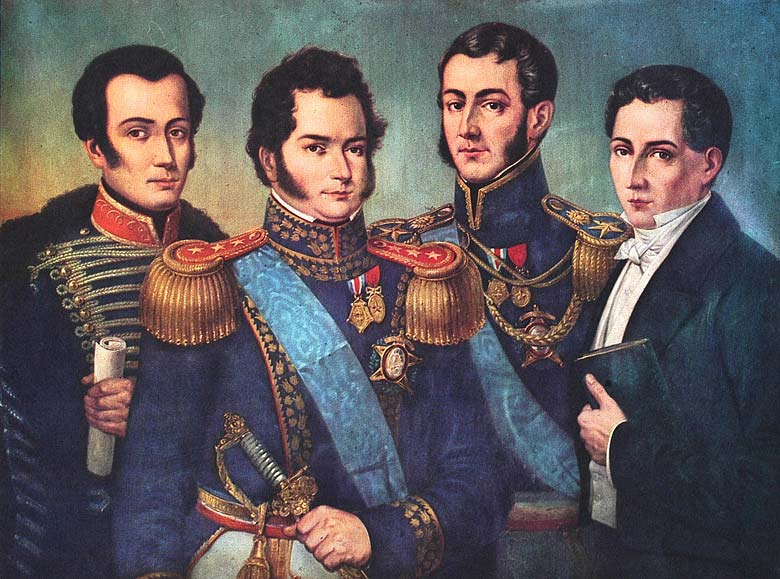
Батьки-засновники Чилі (зліва вправо): Хосе Мігель Каррера, Бернардо О'Гіґґінс, Хосе де Сан-Мартін, Дієго Порталес.

1808 року Франція окупувала Іспанію. Тоді в іспанських колоніях в Америці активізувалися рухи за незалежність.
1811 року став членом Національного конгресу, тоді ж увійшов до революційної урядової хунти Хосе Мігеля Каррери. З цього моменту в історії Чилі почався період, відомий як Стара Батьківщина.
1813 року роялісти почали наступ на Чилі з Перу. У битві при Ель-Робле Хосе Мігеля Карреру взяли в полон; замість нього державу очолив Франсіско де ла Ластра, а військо — О'Гіґґінс, який у травні 1814 року підписав Ліркейський договір, що припинив бойові дії. Каррера, який звільнився внаслідок обміну полонених, будучи незадоволеним цим перемир'ям, повалив уряд де ла Ластри. О'Гіґґінс не визнав владу Каррери. 26 серпня в битві при Трес-Асекіяс військо прихильників останнього розбило військо О'Гіґґінса - той визнав владу Каррери.

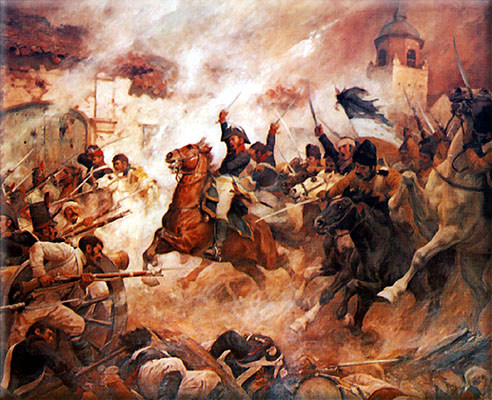
О'Гіґґінс в битві при Ранкагуа

1-2 жовтня 1814 року військо О'Гіґґінса було розбите в битві при Ранкагуа. Після цього більшість чилійських патріотів емігрували до аргентинської провінції Мендоса.

## Верховний правитель Чилі

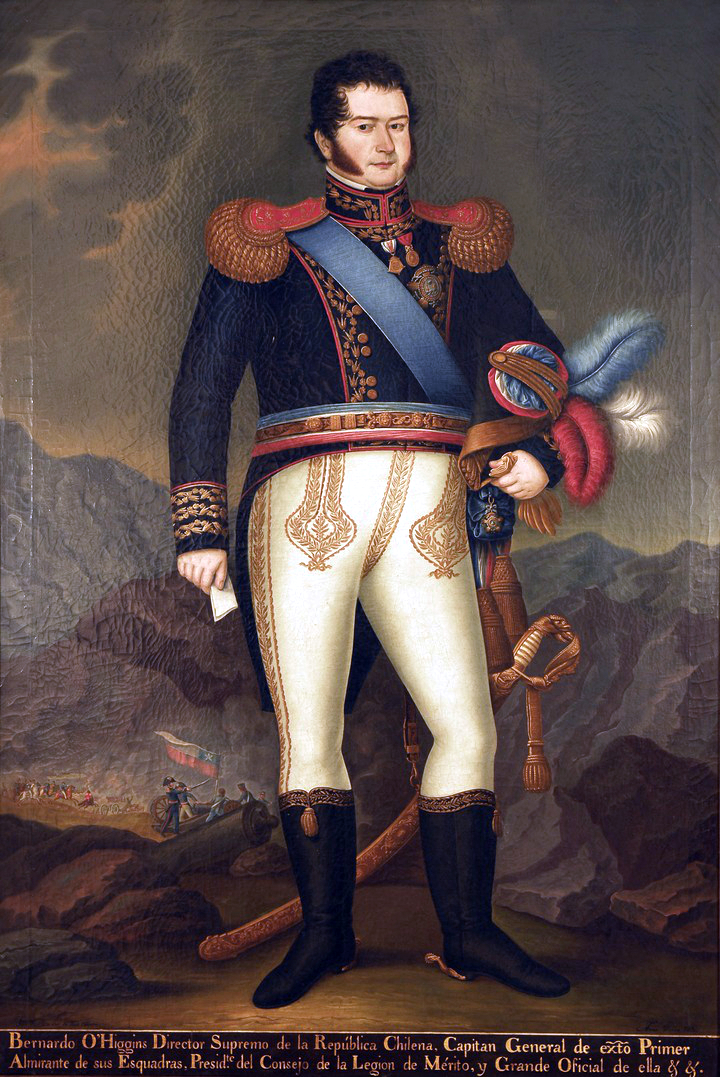
Бернардо О'Гіґґінс. Робота Хосе Гіля де Кастро. 1820

У Мендосі О'Гіґґінса прийняв його давній друг Хосе де Сан-Мартін, який також входив до ложі Лаутаро. Разом вони почали формувати Андську армію — збройне формування для перетину Анд та звільнення Чилі.
Похід Андської армії розпочався в січні 1817 року з перетину Анд. У битві при Чакабуко 12 лютого 1817 року чилійсько-аргентинські сили розгромили війська роялістів. Згодом було захоплено Сантьяго — столицю Чилі. Після цього О'Гіґґінса проголосили Верховним правителем Чилі, хоча до 12 січня 1818 року він був виконувачем обов'язків Верховного правителя.
12 лютого 1818 року О'Гіґґінс проголосив незалежність Чилі.
На початку 1818 року роялісти на чолі з Маріано Осоріо розпочали новий наступ на Чилі. Вони несподівано атакували військо О'Гіґґінса та Сан-Мартіна на рівнині Канча-Раяда ввечері 19 березня 1818 року. У цьому бою військо патріотів було знищене, а О'Гіґґінс отримав вогнепальне поранення в руку. Проте вже 5 квітня патріоти розгромили роялістів під Майпу.

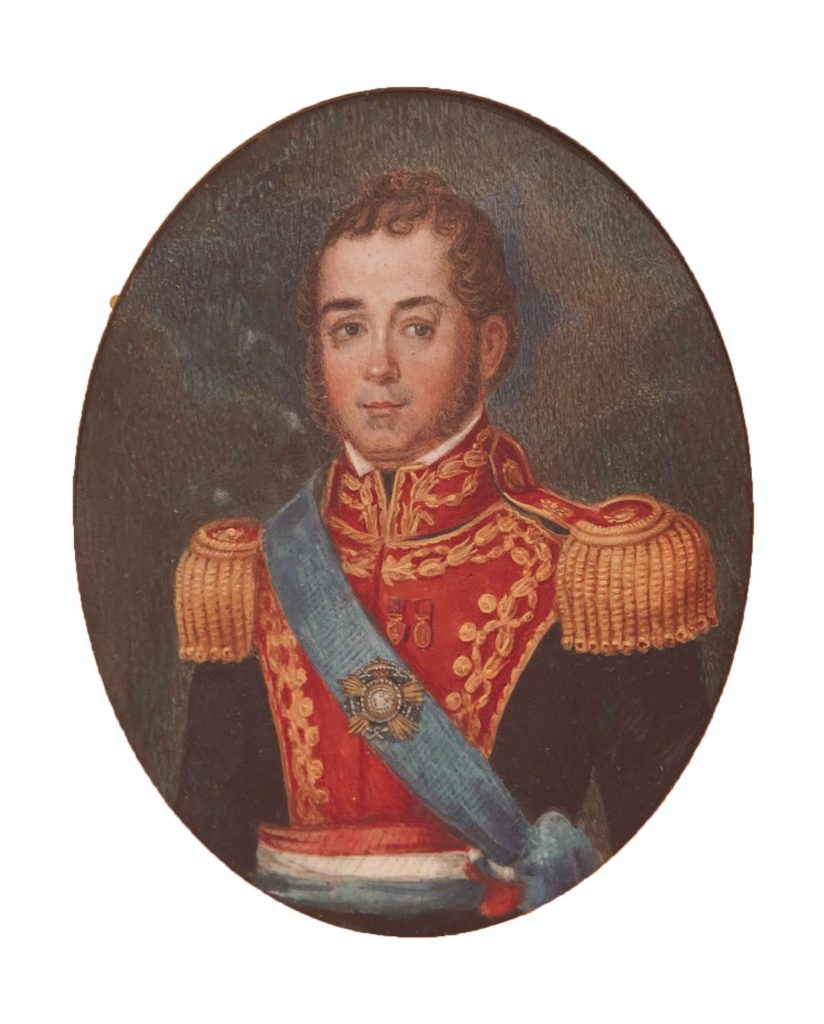
Бернардо О'Гіґґінс. Автопортрет. Близько 1820

Після битви під Майпу Хосе де Сан-Мартін вирушив у похід на чолі армії до Перу. Бернардо О'Гіґґінс залишився в Чилі, щоб вивести країну з кризи. Проте О'Гіґґінс не був досить вправним політиком, і його влада трималася переважно на тому, що він був вмілим полководцем та «визволителем Чилі». Після того, як безпосередня загроза для Чилі з боку Іспанії минула, О'Гіґґінс почав втрачати свій вплив та свою владу. Окрім того, він підтримував ідею об'єднання всіх іспанських колоній Південної Америки в єдину державу, на кшталт Сполучених Штатів Америки. Але в той час у Чилі поширювалися ідеї чилійського націоналізму, які відстоювали абсолютну незалежність країни.

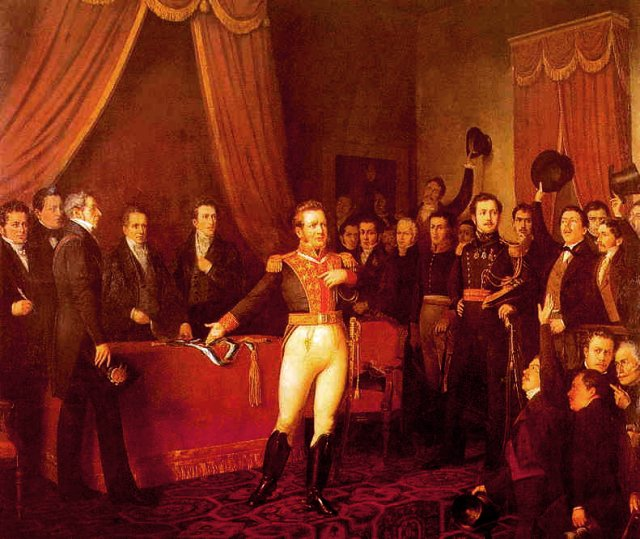
Зречення О'Гіґґінса з посади Верховного правителя

Під тиском опозиції на чолі з Рамоном Фрейре 28 січня 1823 року О'Гіґґінс зрікся посади Верховного правителя Чилі.

## У Перу
За пів року після зречення, в липні 1823 року, О'Гіґґінс вирушив із порту Вальпараїсо до Ірландії на британському корветі «Fly». Проте коли він прибув до Ліми, столиці Перу, то Сімон Болівар, борець на незалежність іспанських колоній Південної Америки, став заохочувати його приєднатися до своєї армії. О'Гіґґінс погодився і був призначений спеціальним воєнним суддею серед чилійських військових. Після битви при Аякучо, яка остаточно вирішила долю Перу на користь незалежності, О'Гіґґінс був цивільним громадянином.
1836 року підтримав Перуано-болівійську конфедерацію на чолі з Андреасом де Санта-Крус у війні проти Чилі на чолі з президентом Дієго Порталесом. За правління Августіна Гамарри в Перу О'Гіґґінс був у немилості. При цьому уряд Чилі повернув О'Гіґґінсові звання генерал-капітана. У листуванні з чилійськими міністрами підтримав чилійську колонізацію Магелланової протоки.
1842 року Національний конгрес Чилі дозволив О'Гіґґінсові повернутися на батьківщину. Бернардо вирушив до порту Кальяо, щоби приїхати в Чилі, проте його підкосили серцеві хвороби, через що був змушений повернутися до Ліми, де помер 24 жовтня 1842 року.